# Mangudadatu
Mangudadato, oficialmente Mangudadatu,  es un municipio filipino de cuarta categoría, situado al sur de la isla de Mindanao. Forma parte de  la provincia de Maguindánao situada en la Región Autónoma del Mindanao Musulmán también denominada RAMM. 
Para las elecciones está encuadrado en el Segundo Distrito Electoral de esta provincia.

## Geografía
Municipio situado en el sur de la provincia,  ribereño del Lago Buluan y fronterizo con la provincia de Sultán Kudarat. Lo forman 8 barrios segregados de Buluán.

### Barrios
El municipio  de Mangudadato se divide, a los efectos administrativos, en 8 barangayes o barrios, conforme a la siguiente relación:
| - Daladagán - Kalián | - Luayán - Paitán | - Panapán - Tenok | - Tinambulán - Tumbao |  |

## Historia

### Influencia española
Este territorio fue parte de la Capitanía General de Filipinas (1520-1898).
Hacia 1696 el capitán Rodríguez de Figueroa obtiene del gobierno español el derecho exclusivo de colonizar Mindanao.
El 1 de febrero de este año parte de Iloilo alcanzando la desembocadura del Río Grande de Mindanao, en lo que hoy se conoce como la ciudad de Cotabato.

### Ocupación estadounidense
En 1903, al comienzo de la ocupación estadounidense de Filipinas Cotabato forma parte de la nueva provincia del Moro. En septiembre de 1914 se crea el Departamento de Mindanao y Sulú, una de sus provincias es Provincia de Cotabato y Buluán es uno de sus distritos municipales.
El 9 de abril de 1936 el distrito municipal de  Buluán, pasa a convertirse en municipio.

### Independencia
Del  término de  Buluán fueron segregándose los siguientes municipios, a saber:
El 3 de agosto de 1951 Tacurong, hoy en la provincia de Sultan Kudarat.
El 6 de agosto de 1961 Columbio, hoy en la provincia de Sultan Kudarat.
El 8 de mayo de 1967 Lutayán, hoy en la provincia de Sultan Kudarat.
El 22 de noviembre de 1972 Presidente Quirino, que pasa a formar parte de la  provincia de Sultán Kudarat. 
El 7 de abril de 1991General S. K. Pendatun.

### Autonomía
El 20 de diciembre de 2006 se crea el municipio de Mangudatu, formado por  8 barrios que hasta entonces formaban parte del municipio de Buluán.-